# أيمي رايان
أيمي رايان (بالإنجليزية: Amy Ryan) ممثلة أمريكية من مواليد 30 نوفمبر 1969.

## الأعمال
- 2007: دان في الحياة الحقيقية
- 2007: رحلت الطفلة رحلت
- 2008: استبدال
- 2015: سيارات وحشية
- 2015: صرخة الرعب
- 2015: جسر الجواسيس
- 2016:الإستخبارات المركزية

## وصلات خارجية
- أيمي رايان على موقع IMDb (الإنجليزية)
- أيمي رايان على موقع ميتاكريتيك (الإنجليزية)
- أيمي رايان على موقع روتن توميتوز (الإنجليزية)
- أيمي رايان على موقع قاعدة بيانات الأفلام العربية
- أيمي رايان على موقع ألو سيني (الفرنسية)
- أيمي رايان على موقع تيرنر كلاسيك موفيز (الإنجليزية)
- أيمي رايان على موقع أول موفي (الإنجليزية)
- أيمي رايان على موقع بوكس أوفيس موجو (الإنجليزية)
- أيمي رايان على موقع قاعدة بيانات برودواي على الإنترنت (الإنجليزية)
- أيمي رايان على موقع قاعدة بيانات الأفلام السويدية (السويدية)
- أيمي رايان في قاعدة بيانات أقل من برودواي على الإنترنت
- The Wire biography from the هوم بوكس أوفيس website
- Interview with Amy Ryan on her rôle in Gone Baby Gone from filmplosion.com